# Сидамоновы
Сидамонидзе (груз. სიდამონიძე) — грузинский княжеский род, отрасль рода князей Эристовых-Арагвских, в России известны как Сидамоновы. Род князей Сидамоновых-Эристовых внесён в V часть родословной книги Тифлисской губернии.
- Сидамон-Эристов, Георгий Дмитриевич (1865—1953) — государственный и общественный деятель, меценат, адвокат.
- Сидамонидзе, Георгий Константинович (1896—1971) — деятель Белого движения в Сибири.

Возможно, к этому же роду принадлежал Ефрем II (в миру Григорий Шиоевич Сидамонидзе, 1896—1972) — епископ Грузинской православной церкви, Католикос-Патриарх всея Грузии.